# Issoria goetghebuer
Issoria goetghebuer är en fjärilsart som beskrevs av Lambert-Joseph-Louis Lambillion 1911. Issoria goetghebuer ingår i släktet Issoria och familjen praktfjärilar. Inga underarter finns listade i Catalogue of Life.